# Southwest Miramichi River
Southwest Miramichi River är ett vattendrag i Kanada.   Det ligger i provinsen New Brunswick, i den östra delen av landet, 800 km öster om huvudstaden Ottawa.
I omgivningarna runt Southwest Miramichi River växer i huvudsak blandskog. Runt Southwest Miramichi River är det ganska glesbefolkat, med 43 invånare per kvadratkilometer.